# Richard von Coudenhove-Kalergi
Contele Richard Nikolaus von Coudenhove-Kalergi (n. 16 noiembrie 1894, Tokyo City⁠(d), prefectura Tokyo⁠(d), Japonia – d. 27 iulie 1972, Schruns⁠(d), Vorarlberg, Austria) a fost un publicist, gânditor politic și militant federalist european de origine japonezo-austriacă.

## Primii ani
A fost fiul ambasadorului Imperiului Austro-Ungar în Japonia Heinrich Graf von Coudenhove-Kalergi și al soției acestuia, Mitsuko Coudenhove-Kalergi (n. Aoyama Mitsu, 1874, d. 1941). Și-a petrecut copilăria în castelul familial din Poběžovice, Boemia, apoi a studiat filosofie și istorie la prestigiosul colegiu vienez “Theresianum”, susținând în 1916 teza de doctor în filosofie la Universitatea din Viena.
În 1915 s-a căsătorit cu actrița austriacă Ida Roland Klausner (care a murit în 1951). În timpul celui de-al Doilea Război Mondial a emigrat mai întâi în Elveția, iar apoi în SUA. În 1952 s-a căsătorit cu elvețianca Alexandra Gräfin von Tiele, n. Bally, o fiică de medic din Solothurn (care a murit în 1968). S-a căsătorit o a treia oară, în 1969, cu austriaca Melanie Benatzky Hoffmann, văduva compozitorului Ralph Benatzky. 
Una din surorile lui, Ida Friederike Görres, este cunoscută ca scriitoare, iar ziarista Barbara Coudenhove-Kalergi îi este nepoată.

## Paneuropenistul
Coudenhove-Kalergi a fost o personalitate ieșită din comun, care din 1922 și până la moartea sa în 1972 a luptat pentru ideea europeană, aflându-se în perioada interbelică în mijlocul tututor inițiativelor privind crearea unei Europe unite. În 1923 Coudenhove-Kalergi propune un prim proiect de confederalizare a Europei, proiect expus în volumul Pan-Europa. Tot în 1923 el va crea și Uniunea Pan-Europeană - prima organizație neguvernamentală „europeistă” de pe continent. 

## Europa - o fraternitate
Pentru Coudenhove-Kalergi Europa este o fraternitate umană ce împărtășește viziuni comune. Moștenitoare a unei bogate culturi și mari istorii, Europa, în viziunea sa, nu va putea să supravețuiască vicisitudinilor vremii decât dacă va ști să îmbine armonios particularitățile și interesele tuturor popoarelor de pe continent. El considera că respingerea oricăror prejudecăți naționaliste, apărarea libertăților și consolidarea păcii sunt, alături de reconcilierea dintre Franța și Germania, pietrele de temelie ale unității europene. 

### Statele Unite ale Europei
De fapt Coudenhove-Kalergi a fost mai curând un "confederalist european" și nu un veritabil federalist. Pan-Europa, spunea Coudenhove-Kalergi în discursul său la primul congres al Uniunii Pan-Europene de la Viena în octombrie 1926, refuza categoric hegemonia unui popor sau a unui stat european. Din punctul său de vedere, Europa unită se va produce doar ca o asociație de state libere, pledând de fapt pentru o confederație paneuropeană. Numele acestei confederații europene în care, spunea el, nici un popor nu și-ar sacrifica suveranitatea, ar fi Statele Unite ale Europei. 

### "Pan-Europa" - o profeție politică
Pan-Europa lui Coudenhove-Kalergi a fost tradusă în majoritatea limbilor europene (inclusiv în limba română), apelul său cunoscând la acea vreme un succes umbrit poate doar de Apusul Occidentului lui Oswald Spengler. Cauzele crizei europene, propunerea unor soluții concrete și în special prezentarea primului model concret de edificare a unității europene sunt doar câteva din elementele ce fac din Pan-Europa lui Coudenhove-Kalergi o adevărată lucrare de “profeție politică”. 

### Adepții Europei unite
În perioada interbelică mesajul său a fost ascultat și însușit de numeroase personalități politice și academice de pe continent, printre ei numărându-se Konrad Adenauer, Robert Schuman, Alcide de Gasperi, Winston Churchill, Aristide Briand, Gustav Stresemann, Carlo Sforza, Benedetto Croce, Denis de Rougemont, Salvador de Madariaga, Carl Burckhardt ș.a. Toți ei au găsit în ideile paneuropeiste ale lui Coudenhove-Kalergi sursele angajamentului lor european. Tot Coudenhove-Kalergi a fost cel ce a lansat în 1923 ideea unei uniuni economice franco-germane bazată pe cărbunele renan și minereul de fier lorenez. Această idee a ajuns să fie tradusă în viață un sfert de secol mai târziu, în 1950, atunci când se crea prima comunitate europeană – cea a cărbunelui și oțelului. Tot Coudenhove-Kalergi a fost cel ce l-a inspirat pe Aristide Birand să lanseze în 1929 primul proiect federal european în fața Societății Natiunilor din Geneva, proiect care n-a reușit doar din cauza degradării relațiilor dintre protagoniștii scenei politice europene. 

### Propune "Oda bucuriei" ca imn
Tot el a fost cel ce a propus (încă în 1929) Oda Bucuriei din Simfonia IX a lui Beethoven în calitate de imn al Europei unite și tot el l-a inspirat pe Winston Churchill să lanseze apelul său la unitate europeana la Zürich în septembrie 1946.

## Proiectul geopolitic
Proiectul geopolitic al lui Coudenhove-Kalergi este alternativa unui alt proiect geopolitic de amploare, cel al “Mitteleuropei” (Europei Mediane), lansat în 1914 de germanul Friedrich Naumann. În proiectul său Coudenhove-Kalergi pornește de la necesitatea unei reechilibrări a geopoliticii globale, confederația pan-europeană urmând să fie o contrapondere puterii crescânde a Uniunii Sovietice pe de o parte și a Statelor Unite ale Americii și Marii Britanii pe de altă parte. Cu toatea acestea, Coudenhove-Kalergi rămâne un prizonier al ideilor "mitteleuropene" ale lui Naumann și Kjellen, de moment ce modelul său paneuropean exclude din proiect atât spațiul sovietic, cât și arhipelagul britanic. De altfel, britanicii nici n-au manifestat un interes prea mare pentru acest proiect, în timp ce în țările Europei Centrale, mai ales în Germania, Austria și Cehoslovacia, la apelul său s-a răspuns prin crearea imediată a unor secții naționale ale Uniunii Pan-Europene. Din punctul său de vedere pilonul viitoarei unități europene trebuie să fie unul franco-german, iar fundamentul acestui proiect trebuie să fie unul economic. Un prim pas în acest sens urma să-l reprezinte crearea unei industrii siderurgice commune franco-germane, idee ce-l va inspira pe Robert Schumann să lanseze Comunitatea Europeană a Cărbunelui si Oțelului.

### Prima etapă a proiectului
În viziunea sa, o primă etapă în edificarea unei confederații europene consta în reunirea într-o conferință paneuropeană, care ar favoriza cooperarea interguvernementală, mai ales în domeniile vamal, cultural și juridic. Ulterior, urma să fie semnat un acord de creare a unui spațiu vamal comun. Este interesant că Coudenhove-Kalergi pune accentul anume pe aspecte juridice și economice, considerând că unitatea europeană trebuie să aibă anume un fundament pragmatic. El mai propunea ca această confederație pan-europeană să dispună de un parlament bi-cameral – o cameră a deputaților și o cameră a statelor. În acest context el pledează pentru o reprezentare echitabilă a statelor, indiferent de faptul dacă sînt mari sau mici, puternice sau slabe, bogate sau sărace. Europa lui Coudnenhove-Kalergi nu era nicidecum o Europă “metrică”, ci una “valorică”.

### Mișcarea europeană
După alipirea Austriei la Germania, în martie 1938, Coudenhove-Kalergi părăsește Viena și după un scurt sejur în Elveția se va instala în SUA, unde i s-a oferit o catedră la Universitatea din New York. Dar în pofida poziției sale în mediul academic de peste ocean, Coudenhove-Kalergi, acest european prin excelență, părăsește America imediat după terminarea războiului, revenind în Europa, mai exact în Elveția, unde va locui până la finele vieții sale. Odată reîntors în Europa el încearcă să reanimeze societatea civilă pro-europeană de pe continent și în primul rînd activitățile Uniunii Pan-Europene. În 1946 discută despre acest lucru cu Winston Churchill, dar acesta din urmă nu pare dispus să reanimeze Uniunea Pan-Europeană, ci preferă să lanseze o nouă structură, cu viziuni federaliste clare. Noua organizație “europeistă”, lansată ca și Consiliul Europei la Congresul de la Haga din 1948, avea să fie Mișcarea Europeană. Coudenhove-Kalergi refuză inițial să adere la Mișcarea Europeană, dar în 1952 el pășește peste unele principii și devine președintele ei de onoare. Ceva mai înainte de “concilierea” sa cu Mișcarea Europeană, la 18 mai 1950, Coudenhove-Kalergi devine primul laureat al Premiului Carol cel Mare pentru contribuția sa la promovarea ideii europene. Totodată, Coudenhove-Kalergi se apropie în această perioadă de generalul de Gaulle, care pleda pentru o Europă a Națiunilor contrar ideii unei Europe federale supranaționale promovate de Jean Monnet. În 1965 el părăsește Mișcarea Europeană care, în campania prezidențială din acel an s-a opus lui de Gaulle, sprijinindu-l pe François Mitterrand. 

## Legături externe
- International Paneuropean Union
- European Society Coudenhove-Kalergi Arhivat în 7 ianuarie 2013, la Wayback Machine.
- Archival sources on the Paneuropean Union and the European Parliamentary Union at the Historical Archives of the EU in Florence